# Олоф, Тео
Тео Олоф (полное имя Теодор Олоф Шмуклер, нем. Theo Olof; 5 мая 1924, Бонн — 9 октября 2012, Амстердам) — нидерландский скрипач германского происхождения.
Будучи еврейского происхождения, после установления в Германии нацистского режима вместе с семьёй бежал в Нидерланды. В одиннадцатилетнем возрасте дебютировал как солист с оркестром Концертгебау под управлением Бруно Вальтера. Учился у Оскара Бака. Лауреат Международного конкурса имени королевы Елизаветы (1951, IV премия). На протяжении нескольких десятков лет был концертмейстером гаагского Резиденц-оркестра. С 1982 г. профессор Гаагской консерватории.

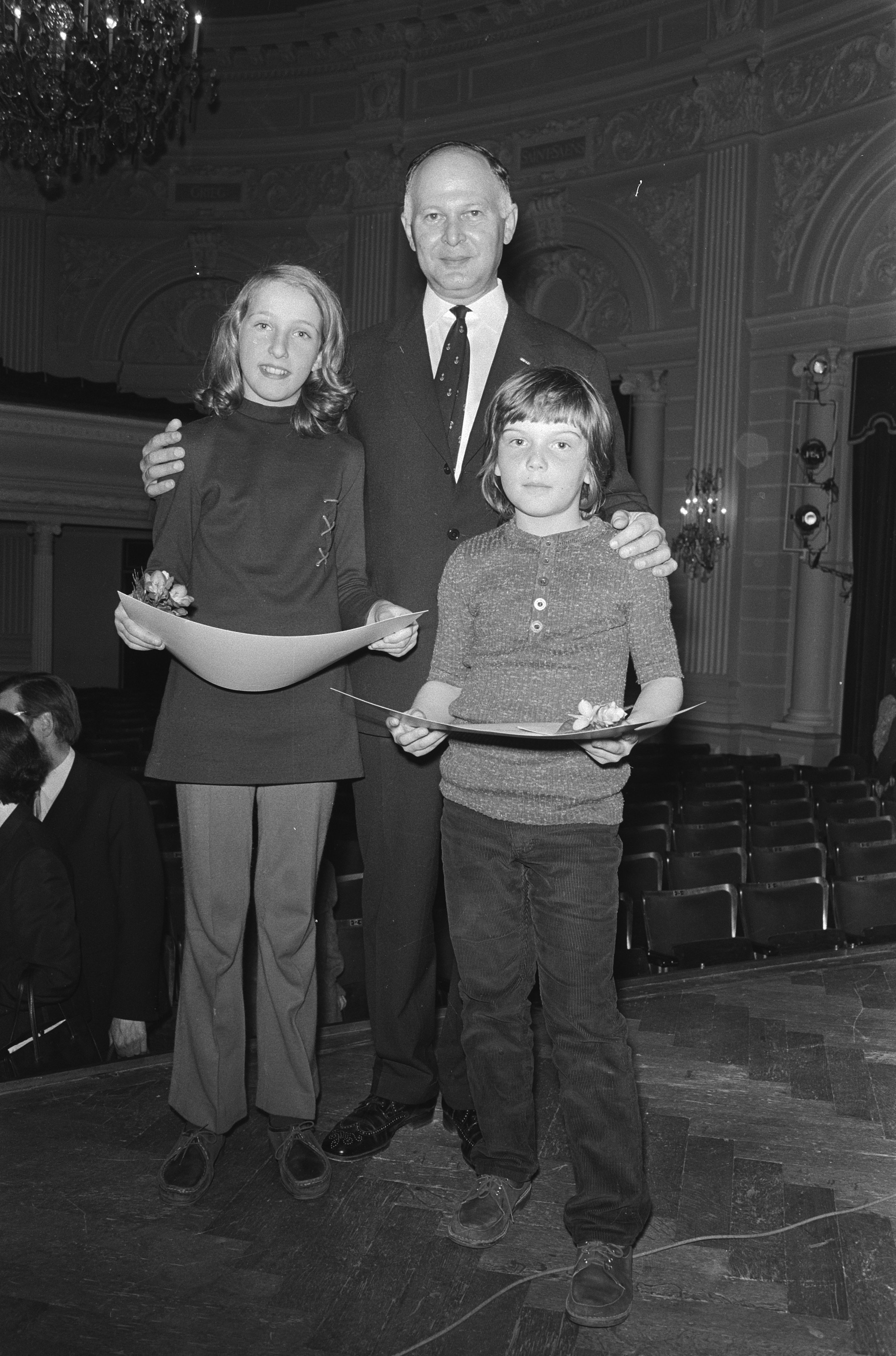
Тео Улоф позирует с призёрами национального конкурса молодых скрипачей (1971)